# Elecciones federales de México de 2003 en Quintana Roo
Las elecciones federales de México de 2003 en Quintana Roo, son las elecciones que se celebraron en México el día domingo 6 de julio de 2003 y en el cual fueron renovados los siguientes cargos de elección popular:
- 2 diputados Federales. Miembros de la cámara baja del Congreso de la Unión, 2 electos de manera directa por cada distrito uninominal, todos por un periodo de tres años.

## Cámara de Diputados

### Diputados electos
| Distrito | Candidato               | Partido | Partido                              | Principio        |
| -------- | ----------------------- | ------- | ------------------------------------ | ---------------- |
| 1        | Félix González Canto    |         | Partido Revolucionario Institucional | Mayoría relativa |
| 2        | Víctor Manuel Alcérreca |         | Partido Revolucionario Institucional | Mayoría relativa |

### Resultados por principio de Representación Proporcional
|  | 37.72 % |

|  | 23.25 % |

|  | 12.94 % |

|  | 9.18 % |

|  | 7.77 % |

|  | 2.95 % |

|  | 1.14 % |

|  | 0.87 % |

|  | 0.68 % |

|  | 0.22 % |

|  | 0.22 % |

|  | 96.95 % |

|  | 3.01 % |

|  | 0.05 % |

### Resultados por principio de Mayoría Relativa
|  | 37.71 % |

|  | 23.18 % |

|  | 12.99 % |

|  | 9.21 % |

|  | 7.78 % |

|  | 2.96 % |

|  | 1.14 % |

|  | 0.87 % |

|  | 0.68 % |

|  | 0.22 % |

|  | 0.22 % |

|  | 96.95 % |

|  | 3.01 % |

|  | 0.04 % |

#### Distrito 1. Cancún
|  | 39.63 % |

|  | 24.62 % |

|  | 12.02 % |

|  | 7.62 % |

|  | 5.80 % |

|  | 4.80 % |

|  | 1.07 % |

|  | 1.03 % |

|  | 0.34 % |

|  | 0.28 % |

|  | 0.22 % |

|  | 97.43 % |

|  | 2.52 % |

|  | 0.06 % |

#### Distrito 2. Chetumal
|  | 34.96 % |

|  | 21.10 % |

|  | 14.37 % |

|  | 14.11 % |

|  | 8.02 % |

|  | 1.24 % |

|  | 1.17 % |

|  | 0.64 % |

|  | 0.30 % |

|  | 0.23 % |

|  | 0.13 % |

|  | 96.26 % |

|  | 3.72 % |

|  | 0.03 % |